# Вани Джайярам
Вани Джайярам (там. வாணி ஜெயராம்; 30 ноября 1945, Веллуру, Британская Индия — 4 февраля 2023, Ченнаи) — индийская певица
 и закадровый исполнитель. Её карьера началась в 1971 году и продлилась пять десятилетий, в течение которых она записала около 10 000 песен на 19 языках, включая тамильский, малаялам, хинди, телугу и каннада. Отмечена третьим по рангу гражданским орденом Индии Падма Бхушан и множеством кинематографических наград.

## Биография
Кайлавани родилась 30 ноября 1945 года в Веллоре и была пятой из восьми детей в семье Дурайсами Айенгара и Падмавати. Её мать училась на профессиональную певицу, а две сестры выступали под именем Vellore Sisters. Вани также обучалась музыке с детства. К трём годам она могла узнавать большинство раг в карнатической музыке, а к пяти годам учила наизусть карнатические крити Мутхусвами Дикшитара. Ещё до того, как ей исполнилось 10 лет, Вани начала петь карнатические и религиозные песни на Всеиндийском радио.
Она училась в школе леди Сивасвами Айер, а затем в колледже королевы Марии в Мадрасе, после окончания которого поступила на работу в Мадрасское отделение Государственного банка Индии. В 1967 году она перевелась в Хайдарабадское отделение.
В 1969 году Вани вышла замуж за Т. С. Джайярама и вскоре вместе с ним переехала в Бомбей, куда он был назначен исполнительным секретарём Индо-Бельгийской торгово-промышленной палаты. Её свекровь Падма Сваминатан была известной певицей и общественной активисткой и поощряла стремление невестки к развитию музыкального таланта, так что Вани уволилась с работы и начала заниматься музыкой по 18 часов в день.
Её учителем стал Устад Абдул Рехман Хан, принадлежавший к Патиала-гхарана. Довольный её диапазоном голоса и универсальностью, он рассказал о ней композитору Васанту Десаи. Десаи вспомнил об этом, когда режиссёр Ришикеш Мукерджи, для фильма которого композитор сочинял музыку, решил найти новый голос для закадрового исполнения. Вани устроили прослушивание, и режиссёр решил, что она споет все три женские песни в фильме. Мелодрама «Гудди» вышла в 1971 году, а исполненная Вани «Bole Re Papihara» сразу же стала на слуху и принесла ей признание. В чарте болливудских песен Binaca Geetmala она продержалась 16 недель.
В 1973 году певица записала песню «Pon Mayamana Kalam Varumentru Poovizhi Kaatatume» для тамильского фильма Thayum Seiyum С. Суббайи Найду, но он так и не вышел на экраны. Зато «Mallaigai En Mannan Mayangum», спетая ею для Dheerga Sumangali (1974), обрела популярность по всему Тамил-Наду.
В 1973 году она также впервые исполнила песни для фильмов на телугу (Abhimanavanthulu), каннада (Kesarina Kamala) и малаялам (Swapnam).
В 1975 году она выиграла первую Национальную кинопремию за фильм Apoorva Raagangal на тамильском. Впоследствии она получала её ещё дважды за Sankarabharanam (1980) и Swathi Kiranam (1992), оба на телугу. Певица была удостоена кинопремии штата Гуджарат за вокал в фильме Ghunghat (1971), премии штата Тамилнад — за Azhage Unnai Aarathikkiren (1979), и премии штата Одиша — за Debjani (1982). Вани также выиграла Filmfare Award за лучший женский закадровый вокал благодаря песне «Mere To Giridhar Gopal» из фильма «Мира», для которого она записала 12 партий.
В январе 2023 года правительство Индии объявило, что певица будет награждена третьей по рангу гражданской наградой страны Падма бхушан. Однако Вани Джайрам скончалась 4 февраля в своём доме в Ченнаи. Её мужа не стало пятью годами ранее.